# 아콰비바콜레크로체
아콰비바콜레크로체(이탈리아어: Acquaviva Collecroce)는 이탈리아 몰리세주 캄포바소도의 코무네다. 트리뇨강과 비페르노강 사이에 있다.

## 역사
12세기에 이곳은 몰타 기사단의 기반 중 하나였다.
1297년에 초기 슬라브인들의 정착지 근거가 있으나 이곳의 거주민들은 그들의 후손이 아니며 15, 16세기에 이주해온 이들의 후손이다. 그들이 이곳으로 이주해온 이유는 오스만 투르크가 발칸반도에 침입하면서 일어났다.